# Xylopteryx africana
Xylopteryx africana là một loài bướm đêm trong họ Geometridae.